# Ioannis Georgiadis
Ioannis Georgiadis (în greacă Ιωάννης Γεωργιάδης; n. 29 martie 1876, Tripoli, Peloponez, Grecia de Vest și Insulele Ionice⁠(d), Grecia – d. 17 mai 1960, Atena, Regatul Greciei) a fost un scrimer grec specializat pe sabie, laureat cu aur la prima ediție a Jocurilor Olimpice moderne. A fost medaliat și la Jocurile Intercalate din 1906, cucerind aurul la individual și argintul pe echipe.

## Carieră
Doar cinci scrimeri s-au prezentat la proba de sabie din cadrul Jocurilor Olimpice din 1896: trei grecii, inclusiv Ioannis Georgiadis, un student la medicină, precum și austriacul Adolf Schmal, care a participat și la proba de ciclism, și danezul Holger Nielsen, care a luat parte și la proba de tir sportiv. Întrecerea s-a disputat după formula fiecare cu fiecare, meciurile fiind la trei tușe. Asalturile începuseră deja când familia regală a Greciei a sosit în Zappeion, unde proba avea loc: în particular, Georgiadis fusese învins de Schmal. Pentru a face pe plac familiei regale, proba s-a reluat de la început. De data asta, Georgiadis a câștigat toate meciurile, cucerind medalia de aur.
Din cauza unei răni nu a putut să-și apere titlul la Jocurile Olimpice din 1900 de la Paris, dar a luat parte la așa-numite Jocurile Intercalate din 1906, care nu mai sunt recunoscuți în prezent ca Jocurile Olimpice oficiale. A ajuns în faza finală, unde a câștigat meciul de baraj cu germanul Gustav Casmir și cu italianul Federico Cesarano. La proba pe echipe au concurat doar patru echipe. Grecia a ajuns în finală după ce Ungaria a abandonat semifinala. A pierdut cu Germania și s-a mulțumit cu medalia de argint. Georgiadis a participat și la Jocurile Olimpice de vară din 1924, dar a fost eliminat în faza de grupe.
În paralel cu cariera sa sportivă, a fost profesor de medicină legală la Universitatea Națională și Kapodistriană din Atena și a înființat Institutul medico-legal din același oraș.